# La casa grande
La casa grande és una pel·lícula espanyola de 1975 dirigida per Francisco Rodríguez Fernández, qui també és coautor del guió. Es tracta d'un drama rural ambientat en la postguerra espanyola.

## Sinopsi
Després d'acabar la Guerra Civil Espanyola, el terratinent i alcalde del poble Raúl acull a la seva neboda Andrea i al seu pare Gerardo, qui s'ha tornat boig després del conflicte en el qual fou assassinada la seva esposa. Andrea és enamorada d'un jove camperol, però ha de cedir als desitjos del seu oncle per no perjudicar el seu pare.

## Repartiment
- Antonio Ferrandis - Raúl
- Maribel Martín - Andrea

## Premis
Medalles del Cercle d'Escriptors Cinematogràfics
| Any  | Categoria    | Pel·lícula        | Resultat  |
| ---- | ------------ | ----------------- | --------- |
| 1975 | Millor actor | Antonio Ferrandis | Guanyador |